# Нюгрен, Беньямин
Э́рик Бе́ньямин Ню́грен (швед. Erik Benjamin Nygren; род. 8 июля 2001, Гётеборг, Швеция) — шведский футболист, нападающий клуба «Селтик».

## Карьера
Беньямин Нюгрен начинал заниматься футболом в команде «Утбюнес». В 2013 году попал в систему подготовки «Гётеборга».
31 октября 2018 года в матче против «Юргордена» Нюгрен впервые сыграл за «Гётеборг» в чемпионате Швеции, заменив во втором тайме Саргона Абрахама. В выездном матче последнего тура чемпионата форвард забил свои первый и второй голы в Аллсвенскан и помог своей команде победить «Эребру» со счётом 3:1. В следующем чемпионате страны форвард забил 4 гола в 12 матчах и летом 2019 года перешёл в бельгийский клуб «Генк».
6 октября 2020 года перешёл на правах аренды в нидерландский «Херенвен». В своем первом сезоне футболист забил семь голов в 32 матчах, 16 которых он начал в стартовом составе и 16 со скамейки запасных. Уже после первого сезона ходили разговоры, что он собирается покинуть клуб, потому что ему не хватало игрового времени, но в итоге он остался и начал сезон 2021-22 годов в голландском клубе.
30 января 2022 года Нюгрен после возвращения из аренды перешёл в датский клуб «Норшелланн», контракт которого рассчитан до конца 2025 года. Сумма сделки составила 600 тысяч евро.

## Достижения
«Генк»
- Обладатель Суперкубка Бельгии: 2019

## Статистика
| Клуб             | Сезон            | Лига | Лига | Кубок | Кубок | Прочие | Прочие | Итого | Итого |
| Клуб             | Сезон            | Игры | Голы | Игры  | Голы  | Игры   | Голы   | Игры  | Голы  |
| ---------------- | ---------------- | ---- | ---- | ----- | ----- | ------ | ------ | ----- | ----- |
| Гётеборг         | 2018             | 3    | 2    | 1     | 0     |        |        | 4     | 2     |
| Гётеборг         | 2019             | 12   | 4    | 3     | 0     |        |        | 15    | 4     |
| Гётеборг         | Итого            | 15   | 6    | 4     | 0     |        |        | 19    | 6     |
| Генк             | 2019/20          | 2    | 1    | 1     | 0     | 1      | 0      | 4     | 1     |
| Генк             | 2020/21          | 3    | 0    | 0     | 0     |        |        | 3     | 0     |
| Генк             | Итого            | 5    | 1    | 1     | 0     | 1      | 0      | 7     | 1     |
| Херенвен         | 2020/21          | 28   | 4    | 4     | 3     |        |        | 32    | 7     |
| Херенвен         | Итого            | 28   | 4    | 4     | 3     |        |        | 32    | 7     |
| Всего за карьеру | Всего за карьеру | 48   | 11   | 9     | 3     | 1      | 0      | 58    | 14    |